# Hugo von Schagen
Hugo von Schagen (* im 15. Jahrhundert; † im 15. Jahrhundert) war Domdechant in Osnabrück und Domherr in Münster.

## Leben
Hugo von Schagen war der Sohn des Johann von Schagen und dessen Gemahlin Lucke NN. Seit dem 1. August 1438 ist er als Domdechant in Osnabrück nachweisbar. In Bremen war er ebenso präbendiert. Erstmals am 27. Oktober 1442 wird er als Domherr zu Münster genannt. Am 22. Juli 1450 schloss sich Hugo dem Protest gegen die beabsichtigte Wahl des Walram von Moers zum Bischof an. Die Bischofswahl führte zur Münsterischen Stiftsfehde. Von der Stadt Münster erhielt Hugo am 15. April 1451 die Zusicherung zur Schadloshaltung in dieser Sache. Der Bischof belegte ihn jedoch am 16. August 1451 mit einem Verbot. Dem Domherrn Heinrich Korff gen. Schmising, der sich ebenfalls dem Protest angeschlossen hatte, widerfuhr das gleiche Schicksal.